# Diceratella incana
Diceratella incana là một loài thực vật có hoa trong họ Cải. Loài này được Balf.f. mô tả khoa học đầu tiên năm 1882.